# Olimpia Cobos Losúa
Olimpia Cobos Losúa (Sevilla, 1875 - Córdoba, 1919) fue una profesora y escritora española.

## Biografía
Olimpia Cobos Losúa nació en Sevilla, estudió Magisterio y posteriormente se licenció en Filosofía y Letras, dominaba varios idiomas y tenía gran conocimiento de los clásicos; fue profesora de la Escuela Normal de Córdoba y escritora. Era hermana de la también maestra y escritora Amantina Cobos.

## Trayectoria
Olimpia Cobos además de profesora en la Escuela Normal de Córdoba era periodista y escritora. 
Colaboró asiduamente la prensa local y en revistas como, el Diario de Córdoba y la Revista de la Sociedad de Arqueología y Excursión de Córdoba.   
Como escritora sus artículos reflejan un conjunto de piezas literarias que van desde artículos a conferencias sobre sociología o arte, pasando por cuentos y otras narraciones sobre sus excursiones, poemas, ensayos o novela corta. 
Perteneció a sociedades científicas y literarias de Córdoba, como la Sociedad de Arqueología y Excursión de Córdoba, la Asociación de Monumentos y Lugares Históricos. 
Fue retratada por el pintor sevillano  Manuel Villalobos Díaz.

Olimpia Cobos Losúa trabajó por los derechos de las mujeres a la educación, al trabajo  y por su incorporación a la vida pública. Sus manifestaciones feministas y su visión del feminismo Olimpia lo expuso en varios ensayos tales como La mujer española en los actuales momentos y en La cuestión palpitante. Derechos y saberes.
“Es el feminismo la aspiración que debe tener toda mujer a conseguir una personalidad definida, y sin dejar de ser mujer, o sea dentro de la feminidad propia de su sexo, demostrar que al constituir la mitad de la humana sociedad tiene derecho a tomar una parte activa en todo aquello que al mejoramiento social se refiere, dejando de representar ese ridículo papel de figura decorativa que le está asignado y que los atavismos, las costumbres, la indolencia y la abulia le impiden cambiar por otro más digno, más útil y más humano, que redunde en beneficio para sí, para la familia y para la patria. Mas para esto necesita estar capacitada física, moral e intelectualmente, puesto que de no ser así su intervención conduciría al fracaso.”
No llegó a publicar su obra literaria en vida. A su muerte, su hermana Amantina Cobos de Villalobos publicó una recopilación-homenaje de sus poemas, relatos y ensayos titulado Reino de ensueño.
Falleció en el Colegio de Santa Victoria de Córdoba, ciudad donde ejercía su labor como profesora en la Escuela Superior de Magisterio. A su muerte personalidades de la época le rindieron tributo con artículos en prensa y revistas, como: Fernando de los Ríos y José Rogerio Sánchez en la revista Andalucía Futura.

## Reconocimientos
En 2022 el Pleno municipal del Ayuntamiento de Sevilla se acordó la inclusión del nombre de mujeres ilustres en el nomenclátor a calles y plazas de distintos distritos de la ciudad, una de estas calles fue dedicada a Olimpia Cobos Losúa.